# Dolina Środkowego Wagu
Dolina Środkowego Wagu (514.3, słow. Považské podolie i Žilinská kotlina) - makroregion fizycznogeograficzny w zachodniej Słowacji, w składzie Centralnych Karpat Zachodnich. 
Dolina Środkowego Wagu stanowi ciąg obniżeń wzdłuż środkowego biegu Wagu od Bramy Beckowskiej koło Nowego Miasta nad Wagiem do przełomu przez Małą Fatrę. Od południa są to: 
- 514.31 Kotlina Trenczyńska
- 514.32 Kotlina Ilawska
- 514.33 Kotlina Wielkiej Bytczy
- 514.34 Kotlina Żylińska

Dolina Środkowego Wagu została wypreparowana na południowej granicy pienińskiego pasa skałkowego i płaszczowin centralnokarpackich. Dno podnosi się od około 100 m n.p.m. u wylotu doliny do 500 m n.p.m. w Kotlinie Żylińskiej. Dolina Środkowego Wagu jest gęsto zaludniona i stanowi ważny szlak komunikacyjny łączący wschodnią i zachodnią Słowację. Biegną nią magistrala kolejowa Bratysława – Koszyce i autostrada D1. Na Wagu zbudowano łańcuch budowli hydrotechnicznych (kaskada Wagu), wśród których największy jest zbiornik wodny między Púchovem a Považską Bystricą. 